# Scottie Pippen
Scott « Scottie » Maurice Pippen, né le 25 septembre 1965 à Hamburg en Arkansas, est un joueur américain de basket-ball, évoluant au poste d'ailier. Il est fréquemment surnommé Pip. Il a joué 17 saisons au sein de la National Basketball Association (NBA), remportant six titres de champion NBA avec les Bulls de Chicago (1991, 1992, 1993, 1996, 1997 et 1998). Pippen, avec Michael Jordan, a joué un rôle important dans la transformation de la franchise des Bulls et dans la popularisation de la NBA dans le monde entier au cours des années 1990.
Considéré comme l’un des meilleurs ailiers de tous les temps et comme l'un des meilleurs défenseurs de l'histoire du basket-ball, Pippen a été nommé au sein de la All-Defensive First Team à huit reprises et dans la All-NBA First Team à 3 reprises. Il a été 7 fois All-Star et a été MVP du All-Star Game en 1994. Il a été nommé dans les 50 plus grands joueurs de l’histoire de la NBA au cours de la saison 1996-1997, et est l’un des cinq joueurs à avoir son maillot retiré par les Bulls de Chicago. Il a joué un rôle principal à la fois dans les équipes championnes de 1992 et 1996 des Bulls, qui ont été sélectionnées comme deux des 10 meilleures équipes dans l’histoire de la NBA. Pippen forme un des meilleurs Big Three de l'histoire de la NBA aux côtés de Michael Jordan et Dennis Rodman,.
Au cours de sa carrière de 17 ans, il a joué 12 saisons avec les Bulls, une avec les Rockets de Houston et quatre avec les Trail Blazers de Portland, participant aux playoffs NBA seize fois de suite.
Pippen est le seul joueur de l'histoire de la NBA à avoir remporté deux fois le titre de champion NBA et la médaille d’or olympique la même année (1992, 1996). Il faisait partie de la « Dream Team » de 1992, qui a battu ses adversaires de 44 points en moyenne. Il portait le numéro 8 pendant les deux olympiades.
Pippen a été intronisé à deux reprises au Hall of Fame (pour sa carrière individuelle et en tant que membre de la Dream Team), le 13 août 2010. Le 8 décembre 2005, les Bulls ont retiré son numéro 33, tandis que son université, l'UCA, a également retiré son numéro 33, le 21 janvier 2010.

## Biographie

### Jeunesse
Pippen est le plus jeune garçon d'une famille de 12 enfants. Ses parents n’avaient pas les moyens d’envoyer leurs enfants à l’université. Son père a travaillé dans une papeterie jusqu’à ce qu’un accident vasculaire cérébral paralyse son côté droit, l’empêche de marcher et affecte sa parole. Un de ses frères devient handicapé à la suite d'un combat de lutte.
Pippen est allé à la Hambourg High School. Jouant meneur de jeu, il a mené son équipe en phase finale de l’État et a gagné tous les récompenses de la conférence. Cependant, on ne lui a offert aucune bourse d’études. Il est alors allé à l’université du centre de l'Arkansas (UCA) à Conway, université de second niveau. Il ne joua pas à sa première saison car il était le porteur d'eau de l'équipe de football américain de l'école. Il devint ensuite celui de l'équipe de basket-ball. Un jour, alors qu'il manquait de joueurs, l'entraîneur lui demanda de s'entraîner avec le reste de l'équipe. Il impressionna tant l’entraîneur qu'il intégrera l'équipe l'année suivante. Il n’a pas reçu beaucoup de couverture médiatique au niveau universitaire parce que Arkansas jouait en NAIA, qui n'est pas le plus prestigieuse des niveaux universitaires. Pippen ne mesurait que 1,85 m quand il a obtenu son diplôme d’études secondaires, mais arrivé à l'UCA, il a connu une forte poussée de croissance et est passé à 2,03 m. En tant que senior, il atteint une moyenne par match de 23,6 points, 10 rebonds, 4,3 passes décisives et près de 60% au tir, ce qui lui a valu les honneurs du NAIA All-American en 1987 et fait de lui un joueur suffisamment dominant dans l’Arkansas Intercollegiate Conference pour attirer l’attention des recruteurs de la NBA.

## Carrière NBA

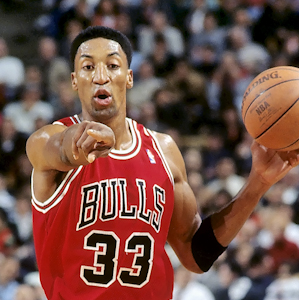
Scottie Pippen.

### Début de carrière (1987-1990)
Il est choisi en cinquième position, lors de la draft 1987 de la NBA par les SuperSonics de Seattle et aussitôt échangé avec Olden Polynice — ce qui restera rétrospectivement comme l'un des échanges les plus déséquilibrés de l'histoire de la NBA — et envoyé aux Bulls de Chicago, où il fera l'essentiel de sa carrière. Pippen formait avec Horace Grant, au cours de leurs premières saisons, un jeune duo d'ailiers sortant régulièrement du banc des Bulls pour suppléer les titulaires Brad Sellers et Charles Oakley. Scottie a fait ses débuts en NBA le 7 novembre 1987, lorsque les Bulls ont joué contre les 76ers de Philadelphie. Il a terminé avec 10 points, 2 interceptions, 4 passes et 1 rebond en 23 minutes de jeu, et les Bulls ont gagné 104-94. Avec son coéquipier Michael Jordan comme mentor, Pippen a perfectionné son jeu et a développé de nouvelles compétences au cours de sa carrière. Jordan et Pippen ont souvent joué en un-contre-un en dehors des entraînements collectifs de l’équipe, simplement pour améliorer leurs compétences en attaque et en défense. Pippen a joué en tant que titulaire lors des playoffs NBA 1988, aidant les Bulls à atteindre les demi-finales de conférence pour la première fois en plus d’une décennie. Pippen s'est affirmé comme l’un des meilleurs jeunes ailiers de la ligue au cours de la décennie, enregistrant ses records alors en carrière en points (16,5 points par match), rebonds (6,7 rebonds par match), et pourcentage au tir (48,9%), ainsi que devenir le troisième meilleur intercepteur de la ligue (211). Ces exploits ont valu à Pippen sa première sélection au All-Star Game en 1990. Pippen a continué de s’améliorer, les Bulls atteignant la finale de la conférence Est en 1989 et 1990, mais ont été battus deux reprises par les Pistons de Détroit. Pendant la finale de 1990, Pippen souffrait d’une migraine sévère au début du match 7, ce qui a affecté son jeu où il n’a marqué qu'un seul panier sur dix tentatives, tandis que les Bulls s'inclinent 93-74.

### Premier "three-peat" avec les Bulls (1990-1993)
Au cours de la saison 1990-1991, Pippen est devenu le socle défensif des Bulls et une menace polyvalente au sein de l'attaque en triangle de Phil Jackson. Il a obtenu son premier triple-double le 23 novembre 1990, lors d'un Bulls-Clippers de Los Angeles, avec 13 points, 12 passes décisives et 13 rebonds en 30 minutes et la victoire 105-97. Il a réalisé son deuxième triple-double contre les Pacers de l'Indiana le 22 décembre, lors d'une victoire des Bulls 128-118. Pippen a terminé le match avec 18 points, 11 passes et 10 rebonds en 41 minutes de jeu. Il a obtenu son troisième et dernier triple-double de la saison le 4 avril contre les Knicks de New York alors que les Bulls l’emportaient 101-91. Il a terminé avec 20 points, 12 passes et 10 rebonds en plus de 4 interceptions, shootant à 50% en 42 minutes de jeu. Les Bulls ont terminé la saison avec un bilan de 61-21. Ils ont été champions de la division Centrale, premiers au sein de la conférence Est et deuxièmes au classement général, derrière les Trail Blazers de Portland. Pippen était deuxième de l’équipe au scoring avec 17,8 points par match et également deuxième au rebonds avec 7,3 rebonds par match, menant l'équipe aux contres avec 1,1 contre par match et 6,2 passes décisives par match. Il s’est classé 5e au classement NBA en termes d'interceptions. Pour ses performances au cours de la saison, Pippen a reçu les honneurs de la All-Defensive Second Team. Les Bulls ont vaincu les Lakers de Los Angeles lors des Finales NBA 1991. Il a aidé les Bulls à réaliser leur premier "three-peat", remportant les deux finales suivantes en 1992 et 1993.

#### La Dream Team (1992)
En 1992, il a été sélectionné pour représenter les États-Unis aux Jeux olympiques de Barcelone, en Espagne, au sein de la Dream Team. En remportant la médaille d’or, Pippen et Jordan sont devenus les premiers joueurs à remporter à la fois un titre NBA et une médaille d’or olympique la même année.

### Les années sans Jordan (1993-1995)
Michael Jordan pris sa retraite avant la saison 1993-1994 et, en son absence, Pippen est sorti de l’ombre de Jordan. Cette année-là, il est désigné meilleur joueur du NBA All-Star Game 1994 avec 29 points, 11 rebonds et 4 interceptions. Il a terminé deuxième au classement des intercepteurs, tout en obtenant en moyenne 22,0 points, 8,7 rebonds, 5,6 passes, 2,9 interceptions et 0,8 contre par match, tout en tirant à 49,1 %. Pour ses performances, il a obtenu la première de ses trois sélections consécutives au sein de la All-NBA First Team, et a terminé troisième dans le vote du Most Valuable Player (MVP). Les Bulls (avec des renforts clés comme Toni Kukoč, Steve Kerr et Luc Longley) ont terminé la saison avec 55 victoires, seulement deux de moins que l’année précédente.
L’un des moments les plus discutables de la carrière de Pippen est intervenu lors de sa première année sans Jordan. En demi-finale de conférence lors des  playoffs 1994 contre les Knicks de New York le 13 mai 1994, avec 1,8 seconde à jouer et le score à égalité à 102-102, Jackson conçut la dernière action pour Toni Kukoč avec Pippen pour la remise en jeu. Pippen, qui fut le leader des Bulls tout au long de la saison en l’absence de Jordan, était tellement en colère par la décision de Phil Jackson de ne pas le laisser prendre le tir decisif, qu’il a refusé de quitter le banc et de revenir dans le match. Bien que Kukoč ait inscrit le panier victorieux, les Bulls n’ont guère fait la fête. Dans le dernier match de la série, Pippen a marqué 20 points et récupéré 16 rebonds, mais les Bulls ont quand même perdu 87-77. Les Knicks ont ensuite perdu en finale NBA, contre les Rockets de Houston, également en sept matchs.
Des rumeurs d'échange concernant Pippen sont apparues pendant l'intersaison 1994. Jerry Krause, le manager général des Bulls, voulant envoyer Pippen aux SuperSonics de Seattle en échange de l'ailier fort Shawn Kemp. Le but était que Toni Kukoč prenne la place de Pippen en tant qu'ailier titulaire avec Kemp remplaçant Horace Grant, qui avait quitté les Bulls pour le Magic d'Orlando. Cependant, Pippen resta un Bull et les rumeurs ont cessé une fois que Michael Jordan a annoncé son retour aux Bulls, à la fin de la saison 1994-1995. Faute de défense intérieure et de rebond en raison du départ de Grant, les Bulls menés par Pippen n’ont pas aussi bien joué cette saison-là. En fait, pour la première fois depuis des années, ils risquaient de manquer les playoffs. Les Bulls n’étaient qu'à 34-31, avant le retour de Jordan pour les 17 derniers matchs, et Jordan les a menés à un bilan de 13-4 pour clore la saison régulière. Malgré tout, Pippen a terminé la saison 1994-1995 en tête des Bulls dans toutes les grandes catégories statistiques (points, rebonds, passes décisives, interceptions et contres), rejoignant Dave Cowens (1977-1978) comme deuxième joueur de l’histoire de la NBA à accomplir cette performance ; Kevin Garnett (2002-2003), LeBron James (2008-2009), et Giánnis Antetokoúnmpo (2016-2017) les ont depuis rejoints.

### Second "three-peat" avec les Bulls (1995-1998)
Avec le retour de Michael Jordan et le renfort de Dennis Rodman, les Bulls ont amélioré le meilleur bilan de saison régulière dans l’histoire de la NBA (72-10) en 1995-1996, sur le voie de leur quatrième titre contre les SuperSonics de Seattle. Plus tard cette année-là, Pippen est devenu le premier joueur à remporter un titre NBA et une médaille d’or olympique à deux reprises, jouant pour l’équipe des États-Unis aux Jeux olympiques d'Atlanta.
Les Bulls ont commencé la saison 1996-1997 de la NBA avec un bilan de 17-1 et un bilan de 42-6 à l'aube du All-Star Game. Pippen et Jordan ont été sélectionnés parmi les 50 plus grands joueurs de l’histoire de la NBA dans le cadre du 50e anniversaire de la ligue. Pippen a battu son record en carrière de 47 points dans une victoire 134-123 sur les Nuggets de Denver le 18 février 1997, avec 4 rebonds, 5 passes et 2 interceptions en 41 minutes de jeu. Le 23 février, Pippen a été élu "Joueur de la semaine" le 17 février, pour la 5e et dernière fois. Alors que la ligue entame ses dernières semaines, les Bulls perdent plusieurs de leurs joueurs clés, dont Bill Wennington (rupture du tendon d'Achille), Dennis Rodman (genou) et Toni Kukoč (pied). Pippen et Jordan ont subi une plus grande pression au sein du jeu des Bulls. Malgré ce défi, Chicago a terminé avec le meilleur bilan de la ligue, soit 69-13. Dans le dernier match de la saison régulière, Pippen a raté un tir à 3 points au buzzer, privant les Bulls de réaliser l'exploit de deux saisons consécutives à 70 victoires. Pour ses performances de la saison 1996-1997 de la NBA, Pippen a été nommé dans la All-Defensive First Team pour la septième fois consécutive ainsi que dans la All-NBA Second Team.
Blessé au pied lors de la finale de la conférence Est contre le Heat de Miami, Pippen a malgré tout aidé les Bulls à remporter une victoire de 84-82 contre le Jazz de l'Utah dans le premier match des finales NBA 1997. Dans le troisième match de la série, Pippen a égalé un record en finale avec 7 paniers à trois points inscrits, mais Chicago a tout de même perdu 104-93. Dans le match 5, Jordan a joué le match en étant malade, mais il a quand même réussi à dominer le match, les Bulls gagnant 90-88. Avec seulement quelques secondes à jouer et la victoire assurée pour Chicago, Jordan s’est effondré dans les bras de Pippen, créant ainsi l'image mythique du duo qui est venue symboliser "The Flu Game". Pendant le match 6, Pippen a effectué l’une de ses plus grandes actions défensives. Menant de deux points, après le tir de Steve Kerr avec 5 secondes restantes, le Jazz a cherché un dernier tir pour rester en vie, mais Pippen a dévié la passe entrante de Bryon Russell destinée à Shandon Anderson et a envoyé le ballon vers Toni Kukoč, qui a dunké pour donner aux Bulls une avance de 90-86, décrochant leur cinquième championnat.
La saison 1997-98 a débuté sur fond de spéculation selon laquelle ce serait la dernière à Chicago pour Pippen, Jordan et Jackson. Pippen avait volontairement retardé son opération chirurgicale d'intersaison afin que sa rééducation ne vienne pas compliquer son intersaison, ce qui a prolongé son indisponibilité à une bonne partie de la saison régulière. En plus d'augmenter la charge de travail de Jordan pour mener l'équipe vers un éventuel dernier titre de champion, cela a poussé le directeur général des Bulls, Jerry Krause, à vouloir échanger Pippen, qui a, à son tour, demandé à être échangé. Ce face-à-face s'est prolongé bien au-delà de son rétablissement. Malgré cela, Pippen a finalement rejoint l'équipe, sans renégociation de contrat pour le payer à sa juste valeur par rapport à la grille salariale de la ligue, et a rejoint Jordan dans un nouveau parcours victorieux des Bulls jusqu'aux finales NBA de 1998, où ils ont à nouveau battu le Jazz pour remporter leur deuxième triplé.
À l'issue de la saison 1997-1998, narrée en 2020 dans le documentaire "The Last Dance", la mythique équipe des Bulls se disloque avec les départs de Jordan et de l'entraîneur Phil Jackson.

### Rockets de Houston (1998-1999)
Après 11 saisons avec les Bulls de Chicago, Pippen a été transféré en 1998 aux Rockets de Houston en échange de Roy Rogers et d’un choix de second tour de draft. L’échange de Pippen à Houston pour la saison 1998-1999 écourtée par le lock-out a suscité beaucoup d'intérêt médiatique, y compris une couverture de Sports Illustrated. Pour que les Rockets puissent créer suffisamment d'espace au niveau salarial pour acquérir Pippen, Charles Barkley a déclaré qu’il avait fait de grands sacrifices en signant un contrat de 67,2 millions de dollars sur cinq ans avant la saison précédente. Le salaire de Pippen était de 11 millions de dollars, quatre fois supérieur à ce qu’il avait gagné la saison précédente avec les Bulls de Chicago.
Aux côtés de Barkley, Pippen a rejoint Hakeem Olajuwon, mais des problèmes d'alchimie sur le terrain ont émergé, en particulier avec Barkley. Pippen a enregistré un premier triple-double dans une défaite de 93-87 contre les Hawks d'Atlanta, avec 15 points, 10 rebonds et 11 passes décisives, en 46 minutes de jeu puis son deuxième triple-double de la saison dans une défaite de 106-101 contre les Clippers de Los Angeles, affichant 23 points, 10 passes et 10 rebonds en plus de 6 interceptions. Malgré une moyenne élevée de temps de jeu avec 40,2, Pippen a seulement marqué 14,5 points par match, sa moyenne la plus basse depuis sa première année. Il a été nommé au sein de la All-Defensive First Team pour la 8e fois. Les Rockets ont terminé la saison avec un bilan de 31-19, troisième dans la division Midwest et cinquième dans la Conférence Ouest. Ils ont affronté les Lakers de Los Angeles au premier tour des playoffs. Dans le match 3 de la série, Pippen a marqué 37 points, et a pris 13 rebonds et fait 4 passes pour éviter l'élimination. Les Lakers ont ensuite remporté la série au match suivant, battant Houston 98-88.
Après la fin de la saison et l’élimination précoce en phase finale, Pippen a exprimé le souhait d'être échangé. Il a déclaré que les principales raisons de son départ étaient l’égoïsme de Barkley et son manque de volonté de gagner. Il a également exprimé le désir de jouer pour son ancien entraîneur Phil Jackson, qui était maintenant l'entraîneur des Lakers de Los Angeles. Pippen a déclaré que l’une des raisons pour lesquelles il voulait jouer pour Jackson, était parce qu’il désirait retrouver le système avec lequel ils avaient remporté six titres ensemble à Chicago. Pippen a été échangé aux Trail Blazers de Portland le 2 octobre 1999, en échange de Stacey Augmon, Kelvin Cato, Ed Gray, Carlos Rogers, Brian Shaw et Walt Williams.

### Trail Blazers de Portland (1999-2003)
Jouant aux côtés de nouvelles stars telles que Rasheed Wallace et Steve Smith, Pippen a continué de démontrer ses qualités défensives. Le 3 janvier 2000, lorsque d'un Trail Blazers-Bulls de Chicago, Pippen a reçu un hommage vidéo soulignant les meilleurs moments de sa carrière durant les 11 années passées aux Bulls. Sous la direction de l’entraîneur Mike Dunleavy, les Trail Blazers enregistrent un bilan de 59-23 et décrochent la deuxième place dans la division Pacifique et la troisième place dans la Conférence Ouest. Pippen a joué et débuté les 82 matchs cette saison-là, avec une moyenne de 12,5 points, 5 passes et 6,3 rebonds . Lors du premier tour des playoffs 2000, Portland a battu les Timberwolves du Minnesota en quatre matchs. Leurs adversaires au second tour sont les Jazz de l'Utah, qu'ils battent 4-1 se qualifiant ainsi en finale de conférence. Ils y ont alors affronté les Lakers de Los Angeles, entraînés par Phil Jackson, l’ancien entraîneur de Pippen à Chicago. La série a été jusqu'au match 7, dans lequel les Trail Blazers menaient de 15 points dans le quatrième quart-temps. Cependant, menés par le duo Kobe Bryant et Shaquille O'Neal, les Lakers ont réussi à effacer l’avance de Portland et à gagner le match 89-84.
Au cours de la saison 2000-2001, Pippen a joué 64 matchs, dont 60 en tant que titulaire. Il a manqué 18 matchs en raison d’une tendinite du coude droit. Pippen a commencé à être dérangé par des blessures mineures au cours du mois de décembre, mais a réussi à jouer. Son bras droit s’est enraidi après un match avec les Celtics de Boston le 8 janvier 2001. Il a raté les six matchs suivants et, après un match à deux points dans une défaite contre les Kings de Sacramento le 20 janvier, la blessure est devenue trop douloureuse. Il a fait examiner son coude par plusieurs médecins avant de se faire opérer. Il est revenu le 22 février contre le Jazz de l'Utah et a joué le reste de la saison. Pippen a terminé la saison avec des moyennes de 11,3 points, 4,6 passes et 5,2 rebonds par match. Les Trail Blazers ont terminé la saison avec un bilan de 50-32, quatrième dans la division Pacifique et septième dans la conférence Ouest. Ils ont été balayés au premier tour des playoffs 2001, par les champions en titre, les Lakers de Los Angeles.
Pippen a joué deux saisons de plus à Portland où les Trail Blazers ont participé aux playoffs les deux années, mais ont été à chaque fois éliminés au premier tour.

### Retour à Chicago (2003-2004)
Après la saison 2002-2003, Pippen a quitté Portland pour signer avec les Bulls de Chicago, où il avait débuté sa carrière en NBA et remporté six titres. Le manager général des Bulls, John Paxson a convaincu Pippen de revenir au sein de son ancienne équipe, laquelle a eu peu de réussite après la fin de la dynastie des Bulls en 1998. L'accord, signé le 20 juillet 2003 par Pippen, officialise un contrat de deux ans et 10 millions de dollars . Pippen a assumé le rôle de vétéran dans l’équipe afin de guider la jeune équipe des Bulls, mais a été confronté à de multiples blessures, ne disputant que 23 rencontres. Il cumula en moyenne 5,9 points, 3,0 rebonds et 2,2 passes par match. Il a joué le dernier match de sa carrière en NBA contre les SuperSonics de Seattle le 2 février 2004, marquant deux points, un rebond et trois passes en huit minutes de jeu dans une défaite de 109-97. Les Bulls ont compilé un bilan de 23-59, ne se qualifiant pas pour les playoffs. Ce fut la première fois dans sa carrière, que Pippen n’a pas atteint les phases finales. Pippen a été présent en continu en playoffs NBA pendant 16 années consécutivement (11 avec Chicago, 1 avec Houston, 4 avec Portland). Il est classé deuxième au classement des meilleurs intercepteurs en playoffs. Le 5 octobre 2004, Pippen a annoncé sa retraite.

## Retraite
Les Bulls de Chicago ont retiré le numéro de maillot de Pippen lors d’une cérémonie le 9 décembre 2005. Ce soir-là, léquipe jouait contre les Lakers de Los Angeles, et Pippen a été rejoint par Phil Jackson, Michael Jordan, Dennis Rodman, et Horace Grant lors de la cérémonie. Le numéro 33 de Pippen a rejoint le 23 de Jordan, le 10 de Bob Love et le 4 de Jerry Sloan dans la liste des numéros retirés par les Bulls.

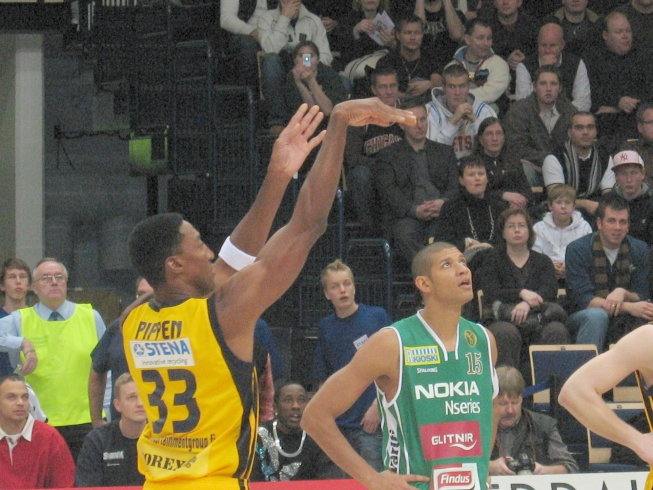
Pippen avec le club de Torpan Pojat en Finlande.

En 2007, Pippen a tenté un retour en NBA. Il voulait jouer pour un prétendant au titre dans l’espoir d’obtenir sa 7e bague de champion. Pippen a passé l’hiver à travailler à Fort Lauderdale, en Floride et a annoncé qu’il espérait un retour en fin de saison dans la ligue. Il revient temporairement en activité en participant au Shooting Stars Competition au All-Star Game 2007. Cependant, à la fin de la saison 2006-2007, il n'avait signé avec aucune équipe.
En janvier 2008, Pippen a fait un bref retour au basket-ball professionnel à l’âge de 42 ans. Il a signé un contrat avec le club finlandais de Torpan Pojat, dans lequel il jouera deux matchs pour un total de 21 points. Lors de son premier match, le 4 janvier, Pippen a marqué 12 points dans la victoire 93-81 de Topo sur Porvoo. Il a inscrit neuf points et neuf rebonds dans une victoire de 98-85 contre Honka le 5 janvier. Le 11 janvier 2008, il dispute une rencontre avec le club suédois des Sundsvall Dragons, inscrivant 21 points, 12 rebonds, 6 passes et 2 interceptions en 30 minutes de jeu.
À l'issue de sa carrière, il devient consultant sur ESPN, puis ABC.
Pippen est revenu aux Bulls, le 15 juillet 2010, en tant qu’ambassadeur d’équipe.
Le 17 mars 2011, à la suite de son intronisation au Hall of Fame, le propriétaire des Bulls, Jerry Reinsdorf annonce l'arrivée imminente d'une statue de Pippen à l'entrée du United Center aux côtés de celle de Michael Jordan. La statue a été dévoilée le 7 avril 2011, lors d’une cérémonie à la mi-temps du match Bulls-Celtics de Boston.
Le rappeur Curren$y et le producteur The Alchemist lui ont tous deux rendu hommage dans un titre intitulé Scottie Pippen.
Le 14 février 2015, il participe à la Shooting Stars Competition dans l'équipe d'Anthony Davis, lors du NBA All-Star Week-end 2015.
Le 16 avril 2020, Pippen annonce qu'il a été licencié en février de son poste d'ambassadeur des relations publiques pour les Bulls.
Son ex-femme, Larsa Pippen, est une actrice de Les Real Housewives de Miami.

## Palmarès

### En franchise
- 6 × Champion NBA : 1991, 1992, 1993, 1996, 1997 et 1998 avec les Bulls de Chicago.
- 6 × Champion de la Conférence Est : 1991, 1992, 1993, 1996, 1997 et 1998 avec les Bulls de Chicago.
- 6 × Champion de la Division Centrale : 1991, 1992, 1993, 1996, 1997 et 1998 avec les Bulls de Chicago.

### En sélection nationale
- Médaille d'or aux Jeux olympiques d'été de 1992.
- Médaille d'or aux Jeux olympiques d'été de 1996.
- Meilleur joueur du tournoi Olympique en 1996.

### Distinctions personnelles
- 7 × NBA All-Star Game : 1990, 1992, 1993, 1994, 1995, 1996 et 1997[57].
- 1 × NBA All-Star Game Most Valuable Player Award : 1994.
- 3 × All-NBA First Team : 1994, 1995 et 1996[58].
- 2 × All-NBA Second Team : 1992 et 1997[58].
- 2 × All-NBA Third Team : 1993 et 1998[58].
- 8 × NBA All-Defensive First Team : 1992, 1993, 1994, 1995, 1996, 1997, 1998 et 1999[59].
- 2 × NBA All-Defensive Second Team : 1991 et 2000[59].
- 2 × Joueur du mois de la NBA : avril 1994 et décembre 1995.
- 1 × Meilleur intercepteur de la NBA : 1995 (2,94 interceptions / match)[57].
- 1 × Joueur ayant intercepté le plus de ballons : 1995 (232)[57].
- 1 × Joueur ayant le meilleur ratio défensif (défensive rating) de la ligue : 1995 avec 98,3[57].
- Sélectionné parmi les Meilleurs joueurs du cinquantenaire de la NBA en 1996.
- Élu au Naismith Memorial Hall of Fame en 2010.
- Son maillot, le n°33 a été retiré par les Bulls de Chicago.

## Statistiques

### Universitaires
| Saison    | Équipe                    | Matchs | Titul. | Min./m | % Tir | % 3pts | % LF | Rbds/m. | Pass/m. | Int/m. | Ctr/m. | Pts/m. |
| --------- | ------------------------- | ------ | ------ | ------ | ----- | ------ | ---- | ------- | ------- | ------ | ------ | ------ |
| 1983-1984 | Bears de Central Arkansas | 20     | 1      | -      | 45,6  | -      | 68,4 | 3,0     | 0,7     | 0,4    | 0,4    | 4,3    |
| 1984-1985 | Bears de Central Arkansas | 19     | 19     | -      | 56,4  | -      | 67,6 | 9,2     | 1,6     | 1,8    | 1,2    | 18,5   |
| 1985-1986 | Bears de Central Arkansas | 29     | 29     | -      | 55,6  | -      | 68,6 | 9,2     | 3,5     | 2,3    | 0,6    | 19,8   |
| 1986-1987 | Bears de Central Arkansas | 25     | 25     | -      | 59,2  | 57,5   | 71,9 | 10,0    | 4,3     | 3,1    | 1,4    | 23,6   |

### NBA

#### Saison régulière
Légende :
| Leader de la ligue | Champion NBA |

Gras = ses meilleures performances
Statistiques en saison régulière de Scottie Pippen : 
| Saison        | Équipe        | Matchs | Titul. | Min./m | % Tir | % 3pts | % LF | Rbds/m. | Pass/m. | Int/m. | Ctr/m. | Pts/m. |
| ------------- | ------------- | ------ | ------ | ------ | ----- | ------ | ---- | ------- | ------- | ------ | ------ | ------ |
| 1987-1988     | Chicago       | 79     | 0      | 20.9   | 46.3  | 17.4   | 57.6 | 3.8     | 2.1     | 1.2    | 0.7    | 7.9    |
| 1988-1989     | Chicago       | 73     | 56     | 33.1   | 47.6  | 27.3   | 66.8 | 6.1     | 3.5     | 1.9    | 0.8    | 14.4   |
| 1989-1990     | Chicago       | 82     | 82     | 38.4   | 48.9  | 25.0   | 67.5 | 6.7     | 5.4     | 2.6    | 1.2    | 16.5   |
| 1990-1991     | Chicago       | 82     | 82     | 36.8   | 52.0  | 30.9   | 70.6 | 7.3     | 6.2     | 2.4    | 1.1    | 17.8   |
| 1991-1992     | Chicago       | 82     | 82     | 38.6   | 50.6  | 20.0   | 76.0 | 7.7     | 7.0     | 1.9    | 1.1    | 21.0   |
| 1992-1993     | Chicago       | 81     | 81     | 38.6   | 47.3  | 23.7   | 66.3 | 7.7     | 6.3     | 2.1    | 0.9    | 18.6   |
| 1993-1994     | Chicago       | 72     | 72     | 38.3   | 49.1  | 32.0   | 66.0 | 8.7     | 5.6     | 2.9    | 0.8    | 22.0   |
| 1994-1995     | Chicago       | 79     | 79     | 38.2   | 48.0  | 34.5   | 71.6 | 8.1     | 5.2     | 2.9    | 1.1    | 21.4   |
| 1995-1996     | Chicago       | 77     | 77     | 36.7   | 46.3  | 37.4   | 67.9 | 6.4     | 5.9     | 1.7    | 0.7    | 19.4   |
| 1996-1997     | Chicago       | 82     | 82     | 37.7   | 47.4  | 36.8   | 70.1 | 6.5     | 5.7     | 1.9    | 0.6    | 20.2   |
| 1997-1998     | Chicago       | 44     | 44     | 37.5   | 44.7  | 31.8   | 77.7 | 5.2     | 5.8     | 1.8    | 1.0    | 19.1   |
| 1998-1999*    | Houston       | 50     | 50     | 40.2   | 43.2  | 34.0   | 72.1 | 6.5     | 5.9     | 2.0    | 0.7    | 14.5   |
| 1999-2000     | Portland      | 82     | 82     | 33.5   | 45.1  | 32.7   | 71.7 | 6.3     | 5.0     | 1.4    | 0.5    | 12.5   |
| 2000-2001     | Portland      | 64     | 60     | 33.3   | 45.1  | 34.4   | 73.9 | 5.2     | 4.6     | 1.5    | 0.6    | 11.3   |
| 2001-2002     | Portland      | 62     | 60     | 32.2   | 41.1  | 30.5   | 77.4 | 5.2     | 5.9     | 1.6    | 0.6    | 10.6   |
| 2002-2003     | Portland      | 64     | 58     | 29.9   | 44.4  | 28.6   | 81.8 | 4.3     | 4.5     | 1.6    | 0.4    | 10.8   |
| 2003-2004     | Chicago       | 23     | 6      | 17.9   | 37.9  | 27.1   | 63.0 | 3.0     | 2.2     | 0.9    | 0.4    | 5.9    |
| Carrière      | Carrière      | 1,178  | 1,053  | 34.9   | 47.3  | 32.6   | 70.4 | 6.4     | 5.2     | 2.0    | 0.8    | 16.1   |
| All-Star Game | All-Star Game | 7      | 6      | 24.7   | 44.2  | 31.8   | 62.5 | 5.6     | 2.4     | 2.4    | 0.9    | 12.1   |

Note: La saison 1998-1999 a été réduite à 50 matchs en raison d'un lock-out.
Dernière modification le 8 juillet 2012

#### Playoffs
Statistiques en playoffs de Scottie Pippen : 
| Saison   | Équipe   | Matchs | Titul. | Min./m | % Tir | % 3pts | % LF  | Rbds/m. | Pass/m. | Int/m. | Ctr/m. | Pts/m. |
| -------- | -------- | ------ | ------ | ------ | ----- | ------ | ----- | ------- | ------- | ------ | ------ | ------ |
| 1988     | Chicago  | 10     | 6      | 29.4   | 46.5  | 50.0   | 71.4  | 5.2     | 2.4     | 0.8    | 0.8    | 10.0   |
| 1989     | Chicago  | 17     | 17     | 36.4   | 46.2  | 39.3   | 64.0  | 7.6     | 3.9     | 1.4    | 0.9    | 13.1   |
| 1990     | Chicago  | 15     | 14     | 40.8   | 49.5  | 32.3   | 71.0  | 7.2     | 5.5     | 2.1    | 1.3    | 19.3   |
| 1991     | Chicago  | 17     | 17     | 41.4   | 50.4  | 23.5   | 79.2  | 8.9     | 5.8     | 2.5    | 1.1    | 21.6   |
| 1992     | Chicago  | 22     | 22     | 40.9   | 46.8  | 25.0   | 76.1  | 8.8     | 6.7     | 1.9    | 1.1    | 19.5   |
| 1993     | Chicago  | 19     | 19     | 41.5   | 46.5  | 17.6   | 63.8  | 6.9     | 5.6     | 2.2    | 0.7    | 20.1   |
| 1994     | Chicago  | 10     | 10     | 38.4   | 43.4  | 26.7   | 88.5  | 8.3     | 4.6     | 2.4    | 0.7    | 22.8   |
| 1995     | Chicago  | 10     | 10     | 39.6   | 44.3  | 36.8   | 67.6  | 8.6     | 5.8     | 1.4    | 1.0    | 17.8   |
| 1996     | Chicago  | 18     | 18     | 41.2   | 39.0  | 28.6   | 63.8  | 8.5     | 5.9     | 2.6    | 0.9    | 16.9   |
| 1997     | Chicago  | 19     | 19     | 39.6   | 41.7  | 34.5   | 79.1  | 6.8     | 3.8     | 1.5    | 1.0    | 19.2   |
| 1998     | Chicago  | 21     | 21     | 39.8   | 41.5  | 22.8   | 67.9  | 7.1     | 5.2     | 2.1    | 1.0    | 16.8   |
| 1999     | Houston  | 4      | 4      | 43.0   | 32.9  | 27.3   | 80.8  | 11.8    | 5.5     | 1.8    | 0.8    | 18.3   |
| 2000     | Portland | 16     | 16     | 38.4   | 41.9  | 30.0   | 74.3  | 7.1     | 4.3     | 2.0    | 0.4    | 14.9   |
| 2001     | Portland | 3      | 3      | 39.0   | 42.1  | 17.6   | 66.7  | 5.7     | 2.3     | 2.7    | 0.7    | 13.7   |
| 2002     | Portland | 3      | 3      | 33.0   | 46.2  | 54.5   | 87.5  | 9.3     | 5.7     | 1.3    | 0.7    | 16.3   |
| 2003     | Portland | 4      | 1      | 18.8   | 40.9  | 33.3   | 100.0 | 2.8     | 3.3     | 0.0    | 0.0    | 5.8    |
| Carrière | Carrière | 208    | 200    | 39.0   | 44.4  | 30.3   | 72.4  | 7.6     | 5.0     | 1.9    | 0.9    | 17.5   |

## Records en NBA

### Sur une rencontre
Les records personnels de Scottie Pippen en NBA sont les suivants :
| Record de la franchise |

| Type de statistique        | Saison régulière | Saison régulière          | Saison régulière | Playoffs | Playoffs                 | Playoffs      |
| Type de statistique        | Record           | Adversaire                | Date             | Record   | Adversaire               | Date          |
| -------------------------- | ---------------- | ------------------------- | ---------------- | -------- | ------------------------ | ------------- |
| Points                     | 47               | Nuggets de Denver         | 18 février 1997  | 37       | Lakers de Los Angeles    | 13 mai 1999   |
| Paniers marqués            | 19               | Nuggets de Denver         | 18 février 1997  | 13       | 3 fois                   | 3 fois        |
| Paniers tentés             | 34               | Knicks de New York        | 12 février 1993  | 35       | Suns de Phoenix          | 13 juin 1993  |
| Paniers à 3 points réussis | 6                | 5 fois                    | 5 fois           | 7        | @ Jazz de l'Utah         | 6 juin 1997   |
| Paniers à 3 points tentés  | 13               | @ Raptors de Toronto      | 8 décembre 1996  | 11       | 4 fois                   | 4 fois        |
| Lancers francs réussis     | 13               | @ Clippers de Los Angeles | 23 avril 1999    | 11       | 2 fois                   | 2 fois        |
| Lancers francs tentés      | 21               | @ Hornets de Charlotte    | 5 novembre 1993  | 14       | Pistons de Détroit       | 21 mai 1991   |
| Rebonds offensifs          | 8                | 2 fois                    | 2 fois           | 9        | Lakers de Los Angeles    | 15 mai 1999   |
| Rebonds défensifs          | 16               | Knicks de New York        | 25 décembre 1994 | 14       | @ Knicks de New York     | 22 mai 1994   |
| Rebonds totaux             | 18               | @ Knicks de New York      | 31 mars 1992     | 18       | @ Heat de Miami          | 1er mai 1996  |
| Passes décisives           | 15               | 2 fois                    | 2 fois           | 13       | Bucks de Milwaukee       | 27 avril 1990 |
| Interceptions              | 9                | Hawks d'Atlanta           | 8 mars 1994      | 6        | 2 fois                   | 2 fois        |
| Contres                    | 5                | 5 fois                    | 5 fois           | 5        | Pistons de Détroit       | 19 mai 1991   |
| Balles perdues             | 12               | 2 fois                    | 2 fois           | 8        | @ Cavaliers de Cleveland | 3 mai 1994    |
| Minutes jouées             | 53               | 2 fois                    | 2 fois           | 56       | Suns de Phoenix          | 13 juin 1993  |

### En carrière
- Deuxième Recordman du nombre d'interceptions en carrière en playoffs : 395[62].
- 6e meilleur intercepteur de l'histoire de la NBA avec 2 307 interceptions[63].
- 12e meilleure moyenne d'interception de l'histoire de la NBA avec 1,96 interception/match[64].
- L'un des trois seuls joueurs de l'histoire de la NBA à avoir cumulé 200 interceptions et 100 contres sur une saison (1989-1990) avec Michael Jordan et Hakeem Olajuwon.
- Il est avec Michael Jordan, Lamar Odom, LeBron James et Marc Gasol l'un des cinq seuls joueurs de NBA à avoir conquis un titre NBA et un titre FIBA la même année, qui plus est, il est le seul à l'avoir réalisé par deux fois en 1992 et 1996.
- Il est également l'un des seuls joueurs de NBA à avoir fini une saison meilleur marqueur, rebondeur, passeur, contreur et intercepteur de son équipe, en 1994-1995 : avant lui, Julius Erving a réalisé la même performance lors de la saison ABA 1975-1976 avec les Nets de New York[65], puis le joueur des Celtics de Boston Dave Cowens, en 1977-1978[66]. Depuis, ces joueurs ont été rejoints par Kevin Garnett lorsqu'il évoluait avec les Timberwolves du Minnesota en 2002-2003[67], LeBron James lorsqu'il évoluait avec les Cavaliers de Cleveland en 2008-2009 et Giánnis Antetokoúnmpo sous les couleurs des Bucks de Milwaukee lors de la saison 2016-2017.

## Filmographie
- 1993 : Who's the Man? de Ted Demme : Raymond
- 1996 : Urgences (série télévisée), saison 2 épisode 15 : lui-même
- 2015: Chicago fire (série télévisée), saison 3 épisode 23 : lui-même
- 2017: l'arme fatale (série télévisée) de Elizabeth Beall, saison 2 épisode 7 : lui même
- 2020 : The Last Dance de Jason Hehir : Lui-même

## Pour approfondir